# Haplochernes ellenae
Haplochernes ellenae är en spindeldjursart som beskrevs av Chamberlin 1938. Haplochernes ellenae ingår i släktet Haplochernes och familjen blindklokrypare. Inga underarter finns listade i Catalogue of Life.